# Nottingham Challenger 2005
Il Nottingham Challenger 2005 è stato un torneo di tennis facente parte della categoria ATP Challenger Series nell'ambito dell'ATP Challenger Series 2005. Il torneo si è giocato a Nottingham in Gran Bretagna dal 18 al 23 aprile 2005 su campi in cemento indoor.

## Vincitori

### Singolare
Robin Vik ha battuto in finale  Jonathan Marray con il punteggio di 6–3, 6–2

### Doppio
Mark Hilton /  Jonathan Marray hanno battuto in finale  Mustafa Ghouse /  Harsh Mankad con il punteggio di 6–4, 3–6, 6–3